# Uludoruk
Der Uludoruk (4135 m) ist  der zweithöchste Berg der Türkei. 
Der Uludoruk („Großer Gipfel“) liegt im Hakkari Dağları (Östlicher Taurus) im Landkreis Yüksekova der Provinz Hakkâri. Weitere Bezeichnungen lauten Reşko Tepesi (kurd.) oder gelegentlich Gelyaşin. Der Uludoruk ist Teil der 30 km langen Cilo-Bergkette. Die nächste Spitze, Cilo Dağı (4116 m), liegt in unmittelbarer Nachbarschaft (4 km Entfernung) und ist der dritthöchste Berg der Türkei. Der İzbırak-Gletscher des Uludoruk-Gipfels war in den 1970er Jahren 4 km lang und bedeckte eine Fläche von 8 km². Bis 2012–2013 hatte sich die Fläche auf 3,51 km² verringert (→ Gletscherschwund seit 1850).